# 内里茨
内里茨是德国石勒苏益格－荷尔斯泰因州的一个市镇。总面积4.66平方公里，总人口311人，其中男性151人，女性160人（2011年12月31日），人口密度67人/平方公里。